# Стенные ящерицы
Стенные ящерицы (лат. Podarcis) — род пресмыкающихся из семейства настоящих ящериц.
Стенные ящерицы близки зелёным ящерицам (Lacerta), а особенно к ящерицам группы Archaeolacerta, с которыми ранее отождествлялись. От последних отличаются менее уплощённой головой и рядом признаков чешуйчатого покрова и скелета.

## Распространение
Стенные ящерицы распространены главным образом в Средиземноморье: на юге Европы, в северо-западной Африке, на севере Турции.

## Классификация
На ноябрь 2021 года в род включают 26 видов:
- Podarcis bocagei
- Podarcis carbonelli
- Podarcis cretensis
- Podarcis erhardii — Кикладская ящерица
- Podarcis filfolensis — Мальтийская ящерица
- Podarcis gaigeae
- Podarcis galerai
- Podarcis guadarramae
- Podarcis hispanicus — Испанская ящерица
- Podarcis ionicus
- Podarcis latastei
- Podarcis levendis
- Podarcis lilfordi — Балеарская ящерица
- Podarcis liolepis
- Podarcis melisellensis — Далматинская ящерица, или карстовая ящерица
- Podarcis milensis — Милосская ящерица
- Podarcis muralis — Обыкновенная стенная ящерица
- Podarcis peloponnesiacus — Пелопоннесская ящерица
- Podarcis pityusensis — Питиусенская ящерица
- Podarcis raffonei
- Podarcis siculus — Руинная ящерица, или итальянская ящерица
- Podarcis tauricus — Крымская ящерица
- Podarcis tiliguerta — Тирренская ящерица
- Podarcis vaucheri
- Podarcis virescens
- Podarcis waglerianus — Сицилийская ящерица

Мадейрскую ящерицу (Podarcis dugesii) в 2016 году выделили в самостоятельный род Teira.